# Charles W. Gilmore
Charles Whitney Gilmore (1874 - 1945) fue un paleontólogo estadounidense, que nombró dinosaurios en América del Norte y Mongolia, incluyendo Alamosaurus, Alectrosaurus, Archaeornithomimus, Bactrosaurus, Brachyceratops, Chirostenotes, Mongolosaurus, Parrosaurus, Pinacosaurus, Styracosaurus y Thescelosaurus.
Era hijo de John Edward Gilmore y de Caroline M. Whitney. Gilmore obtuvo su Bachelor of Science en la Universidad de Wyoming en 1901.
Se casó el 11 de octubre de 1902, con Laure Contant. Como estudiante, fue asistente en el Departamento de Paleontología de vertebrados del Museo Carnegie de Historia Natural de Pittsburgh, desde 1901 a 1904. Y a partir de ese año, trabajó en el Museo Nacional de Historia Natural del Instituto Smithsoniano donde fue preparador hasta 1909, luego conservador de 1908 a 1911, asistente conservador de 1911 a 1918, conservador asociado de 1918 a 1923, y conservador a partir de 1923. Gilmore realizó más de quince expediciones para estudiar reptiles fósiles.
Además de describir nuevos dinosaurios, Gilmore escribió varias monografías, incluyendo una monografía de 1914 de Stegosaurus, otra de 1920 de dinosaurios carnívoros, una revisión de 1936 de Apatosaurus, como también un estudio más enfocado en 1925 del Camarasaurus juvenil.

## Otras publicaciones
- charles w. Gilmore. 1933. Fossil turtles on mongolia. Volumen 59 de Bulletin of the American Museum of Natural History. Editor Am. Museum of Natural History, 45 pp.[1]

- -----------------------. 1917. Brachyceratops: a ceratopsian dinosaur from the two medicine formation of Montana; with notes on associated fossil reptiles. Volumen 103 de Professional paper, United States Geological Survey. Editor	Gov. Print. Off. 45 pp.

- -----------------------. 1916. Contributions to the geology and paleontology of San Juan County, New Mexico, 2: Vertebrate faunas of the Ojo Alamo, Kirtland and Fruitland formations. Volumen 98 de Department of the Interior, United States Geological Survey, Professional paper. Shorter contributions to general geology. Editor Gov. Print. Off. 60 pp.

- -----------------------. 1908. Smithsonian exploration in Alaska in 1907 in search of pleistocene fossil vertebrates. Volumen 51 de Smithsonian Miscellaneous Collections. Editor Smithsonian Institution, 38 pp.

## Abreviatura (zoología)
La abreviatura Gilmore  se emplea para indicar a Charles W. Gilmore como autoridad en la descripción y taxonomía en zoología.